# Spathopus nasalis
Spathopus nasalis is een vliesvleugelig insect uit de familie Pteromalidae. De wetenschappelijke naam is voor het eerst geldig gepubliceerd in 1990 door Springate & Noyes.